# دریاچه لسینا
دریاچه لسینا (به ایتالیایی: Lago di Lesina) یک دریاچه در ایتالیا است که در استان فوجا واقع شده‌است.